# ۱۸۱ (قمری)
۱۸۱ (قمری)، صد و هشتاد و یکمین سال در گاهشماری هجری قمری است. اول محرم این سال برابر با نهم مارس سال ۷۹۷ میلادی است.